# Apatelodes verena
Apatelodes verena is een vlinder uit de familie van de Apatelodidae. De wetenschappelijke naam van de soort is voor het eerst geldig gepubliceerd in 1898 door Herbert Druce.

## Synoniemen
- Apatelodes horina Schaus, 1920[3]